# Nayer
Nayer Regalado, nota semplicemente come Nayer (Miami, 2 agosto 1985), è una cantautrice, modella e ballerina statunitense di origine cubana.
È famosa per avere collaborato nel 2011 alla realizzazione del singolo "Give Me Everything" con Pitbull.

## Biografia
Nayer cominciò la carriera di modella e attrice quando era molto giovane, comparendo in numerose pubblicità e partecipando in programmi televisivi come Alondra, Sábado Gigante e La piñata loca ma la sua vera passione era la musica pop. Supportata dai suoi genitori, a 14 anni Nayer si trasferì a Los Angeles per registrare una demo di sei canzoni. Dopo l'acquisto della demo da parte delle etichette, Nayer stipulò un importante accordo di registrazione con la Sony Discos, casa discografica con sede a Miami, che stava cercando una voce per una nuova traccia chiamata "First Kiss (Primer Beso)" una canzone dance. Registrato in inglese e spagnolo da Nayer all'età di 16 anni, il singolo fu prodotto e remixato da DJ Fluid in entrambe le lingue e scalò presto la classifica delle musiche dance dopo la pubblicazione nel giugno del 2002 raggiungendo la Billboard Top 40 Dance Charts. Per ragioni economiche, l'album di debutto di Nayer non fu mai pubblicato.
Nayer, mentre continuava la sua carriera di modella, non smise di cantare, ballare e migliorare la sua abilità nel suonare la chitarra e il pianoforte. Nel 2005 venne presa per sostituire Candice Pillay nel gruppo femminile Pop-Rhythm and blues Anything But Monday, creato dal dirigente esecutivo Stephen Stone (della Ruffhouse Entertainment), il quale ha anche fatto firmare al gruppo il contratto con Universal Music Group (UMG). Dopo un cambiamento completo della formazione del gruppo, Nayer divenne l'unico dei cinque membri a rimanere. Il gruppo pubblicò il suo primo singolo "Buckwild" nel 2008, ma solo con il secondo singolo "Bump", pubblicato nel 2009, ottenne un doppio disco di platino. Il singolo fu pubblicato in formato digitale libero, e ai Dj venne permesso di utilizzare liberamente la traccia per il remix. Sono state uno dei primi gruppi che ha ottenuto il disco di platino pubblicando musica gratuitamente e permettendo la condivisione delle tracce attraverso il file sharing.
Nayer fu scoperta da Pitbull nel 2008 quando era una finalista nel concorso "Miss 305", trasmesso come parte di "La Esquina", programma in lingua spagnola di Pitbull sul canale via cavo Mun2. Da questo momento Nayer apparì in varie canzoni e video di Pitbull, presenti nei suoi album Rebelution (2009), Armando (2010) and Planet Pit (2011).
Nel 2011 Nayer collabora con Enrique Iglesias alla realizzazione del singolo "Dirty Dancer" e con Pitbull nel singolo "Give Me Everything", il quale raggiunge le prime posizioni nelle classifiche di tutto il mondo. Nel luglio 2011 Nayer pubblica il suo secondo singolo 9 anni dopo il primo, intitolato "Suave (Kiss Me)", nel quale per la realizzazione hanno collaborato il rapper Pitbull e il cantante svedese di origini congolesi Mohombi.

## Discografia

### Ep - Extended plays
| Titolo | Dettagli album |
| ------ | -------------- |

| "First Kiss (Primer Beso)"                                  | 2002 | — | 40 | —  | First Kiss EP |
| "Suave (Kiss Me)" (featuring Mohombi e Pitbull)             | 2011 | — | —  | 34 | /             |
| "—" indica che la pubblicazione non è entrata in classifica |      |   |    |    |               |

### Collaborazioni con altri artisti
| Brano                                                                         | Anno | Massima posizione in classifica | Massima posizione in classifica | Massima posizione in classifica | Massima posizione in classifica | Massima posizione in classifica | Massima posizione in classifica | Massima posizione in classifica | Massima posizione in classifica | Massima posizione in classifica | Massima posizione in classifica | Certificazioni                                                                        | Album      |
| Brano                                                                         | Anno | US                              | AUS                             | AUT                             | CAN                             | IRL                             | NL                              | NZ                              | SWE                             | SWI                             | UK                              | Certificazioni                                                                        | Album      |
| ----------------------------------------------------------------------------- | ---- | ------------------------------- | ------------------------------- | ------------------------------- | ------------------------------- | ------------------------------- | ------------------------------- | ------------------------------- | ------------------------------- | ------------------------------- | ------------------------------- | ------------------------------------------------------------------------------------- | ---------- |
| Give Me Everything (Pitbull featuring Ne-Yo, Afrojack & Nayer)                | 2011 | 1                               | 2                               | 3                               | 1                               | 1                               | 1                               | 1                               | 2                               | 2                               | 1                               | - AUS: 3× Platino - DEN: Oro - ITA: Oro - NZ: Platino - SWE: Platino - US: 2× Platino | Planet Pit |
| Dirty Dancer (Remix) (Enrique Iglesias con Usher featuring Lil Wayne & Nayer) | 2011 | 18                              | 24                              | 14                              | 11                              | 22                              | —                               | 22                              | —                               | 30                              | 21                              | - AUS: Oro - US: Oro                                                                  | Euphoria   |

### Apparizioni negli album
| Anno | Brano          | Artista/i               | Album                            |
| ---- | -------------- | ----------------------- | -------------------------------- |
| 2009 | "Full of Shit" | Pitbull & Bass III Euro | Rebelution                       |
| 2009 | "Pearly Gates" | Pitbull                 | Rebelution (Edizione giapponese) |
| 2010 | "Vida 23"      | Pitbull                 | Armando                          |